# Wabamun
Wabamun is een plaats in de Canadese provincie Alberta en telt 601 inwoners (2006).